# Sargassosee

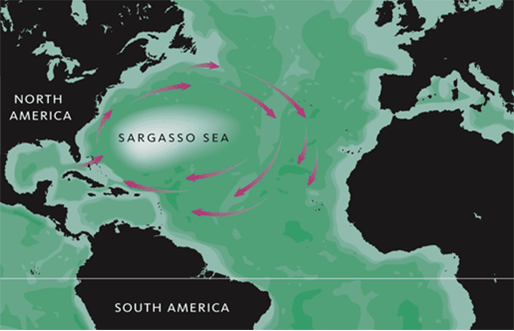
Lage der Sargassosee.

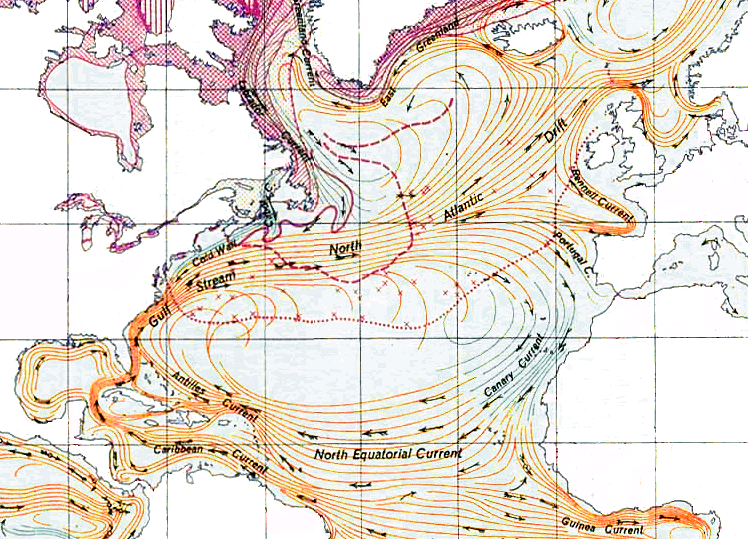
Die Sargassosee wird begrenzt durch die folgende Ströme: Golfstrom (Norden), Nordatlantikstrom (Osten), Kanarenstrom und Nordäquatorialstrom (Süden).

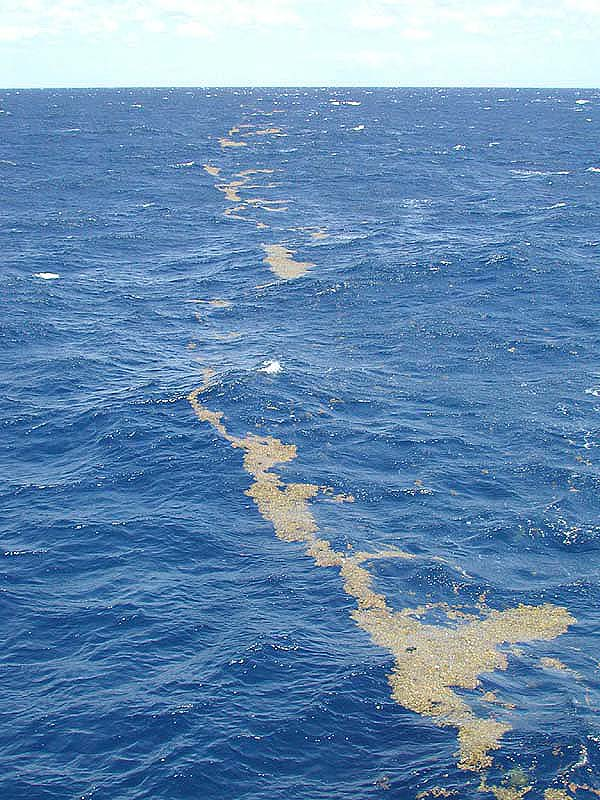
Frei schwimmendes Sargassum in der Sargassosee.

Die Sargassosee ist ein Meeresgebiet im Atlantik östlich Floridas. Die Bermuda-Inseln liegen in ihrer westlichen Randzone.

## Hydrographie
Die Position ist um 30° nördlicher Breite und 60° bis 75° westlicher Länge. Dieses Meeresgebiet ohne Küsten und Inseln ist mit einer Fläche von rund 5,3 Millionen Quadratkilometern größer als das Mittelmeer und das Karibische Meer zusammen. Es liegt im Wirbelschatten des Antillenstroms, der vor der Küste Floridas zum Golfstrom wird. Es ist zwischen 5.000 und 7.000 Meter tief (geringere Tiefen existieren im Bereich des Mittelatlantischen Rückens), das Wasser ist besonders klar. Die Längenausdehnung des Meeresgebiets beträgt 3.200 km und es ist bis zu 1.100 km breit.
Durch die Fliehkräfte der Strömungen rundum liegt der Meeresspiegel im Zentrum etwa einen Meter unter dem des umgebenden Atlantiks.

## Name und Ökosystem
Der Name Sargassosee ist von den großen Mengen der frei im Wasser schwebenden Braunalgen der Gattung Sargassum abgeleitet. Diese Sargassum-„Wälder“ stellen einen besonderen Lebensraum für kleine Krabben, Würmer und andere Meerestiere dar.
Die Algenbüschel können bis zu 300 Meter lang werden. Die Primärproduktion ist erheblich, es wird geschätzt, dass ein Drittel der Primärproduktion des offenen Atlantiks in der Sargassosee stattfindet.
Die Sargassosee ist der Ort, an dem sich die Amerikanischen Aale und die Europäischen Aale treffen und laichen. Von hier aus starten die Jungtiere (Weidenblattlarven – Leptocephalus) zu ihrer langen Reise in die Flüsse und Seen der jeweiligen Kontinente.
Der Hydrograf Maury erklärte die außergewöhnliche Ansammlung frei schwebender Pflanzen einst so: Wenn man schwimmende Körper in ein Gefäß bringt und das Wasser in diesem Gefäß in kreisförmige Bewegungen versetzt, sieht man, dass sich die verstreuten Stücke zu einer Gruppe im Mittelpunkt der flüssigen Oberfläche vereinigen, das heißt, an jenem Punkt, an dem am wenigsten Bewegung herrscht. In diesem Fall ist der Atlantik das Gefäß, der Golfstrom die kreisförmige Bewegung und das Sargassomeer der Mittelpunkt, an dem sich die treibenden Körper vereinigen.
Jules Verne zitierte diese Erklärung wörtlich in seinem 1870 erschienenen Roman 20.000 Meilen unter dem Meer.
Wissenschaftler vermuten, dass die Sargassum-Braunalgen sehr alt werden können.

## Müll
Das Müllproblem der Menschen hat auch die Sargassosee erreicht. Ebenso wie im Nordpazifik dreht sich hier ein gigantischer Müllstrudel im Kreis. Plastikabfälle, die von Schiffen einfach über Bord geworfen werden, sammeln sich hier ebenso wie die Abfälle aus Flüssen.